# Pfäfers
Pfäfers (rm. Faveras) – miejscowość i gmina we wschodniej Szwajcarii, w kantonie St. Gallen, w okręgu Sarganserland. Największym pracodawcą gminy są kliniki Klinik St. Pirminsberg oraz Klinik Valens.

## Demografia
W Pfäfers mieszkają 1 544 osoby. W 2021 roku 12,7% populacji gminy stanowiły osoby urodzone poza Szwajcarią. 